# Камілла Педерсен
Камілла Педерсен (дан. Camilla Pedersen; 8 червня 1983, Есб'єрг, Данія) — данська тріатлоністка. Чемпіонка світу на довгій дистанції і триразова чемпіонка Європи.

## Біографічні відомості
З 2010 року бере участь у міжнародних змаганнях з тріатлону. Наступного сезону у Фінляндії стала чемпіонкою Європи на довгій дистанції (плавання 4 км, велосопед, 120 км і біг 30 км). Два роки поспіль фінішує другою на чемпіонатах світу на довгій дистанції, а в липні здобуває золото континентальної першості на дистанції Ironman 70.3. З-го вересня на велосипедному тренуванні потрапила в серйозну аварію, перебувала у штучній комі з переломами черепа. У квітні 2014 року поновила виступи після травми і в першому турнірі Challenge Fuerteventura фінішувала з найкращим результатом У вересні того ж року здобула перемогу на чемпіонаті світу на довгій дистанції що проходив у Китаї. У жовтні 2015 року дебютувала на «Ironman Hawaii» і завершила дистанцію на восьмому місці. В наступні роки входиладо трійки призерів на турнірах «Ironman Mexico», «Ironman Wales» і «Ironman Copenhagen». На останньому турнірі встановила особистий рекокд часу: 8 годин 49 хвилин і 23 секунди.

## Досягнення
- Чемпіонка світу на довгій дистанції (1): 2014
- Віце-чемпіонка світу на довгій дистанції (3): 2012, 2013, 2015
- Чемпіонка Європи на довгій дистанції (1): 2011
- Чемпіонка Європи на середній дистанції (2): 2013, 2017
- Найкраща спортсменка Данії (1): 2014

## Статистика

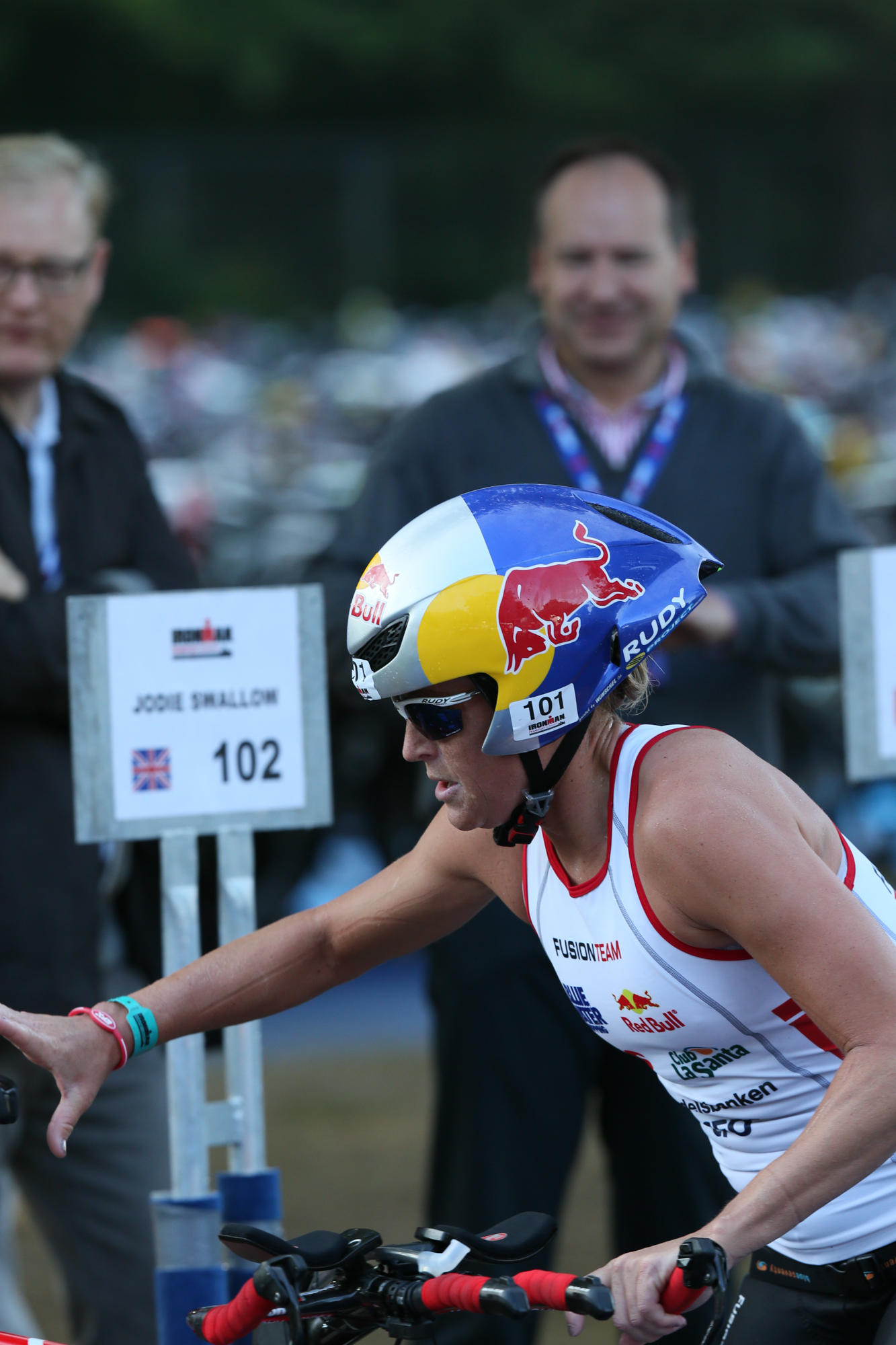
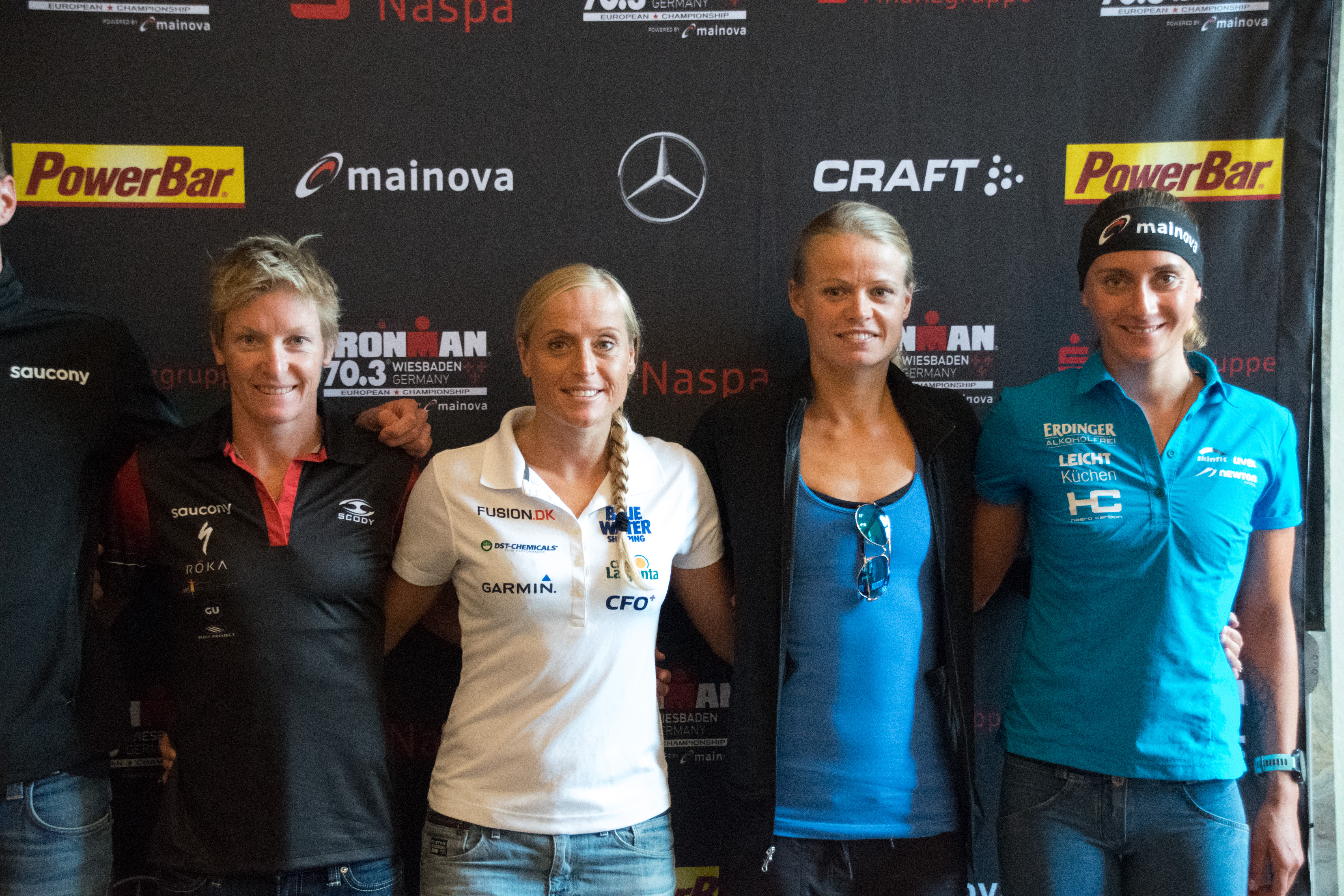
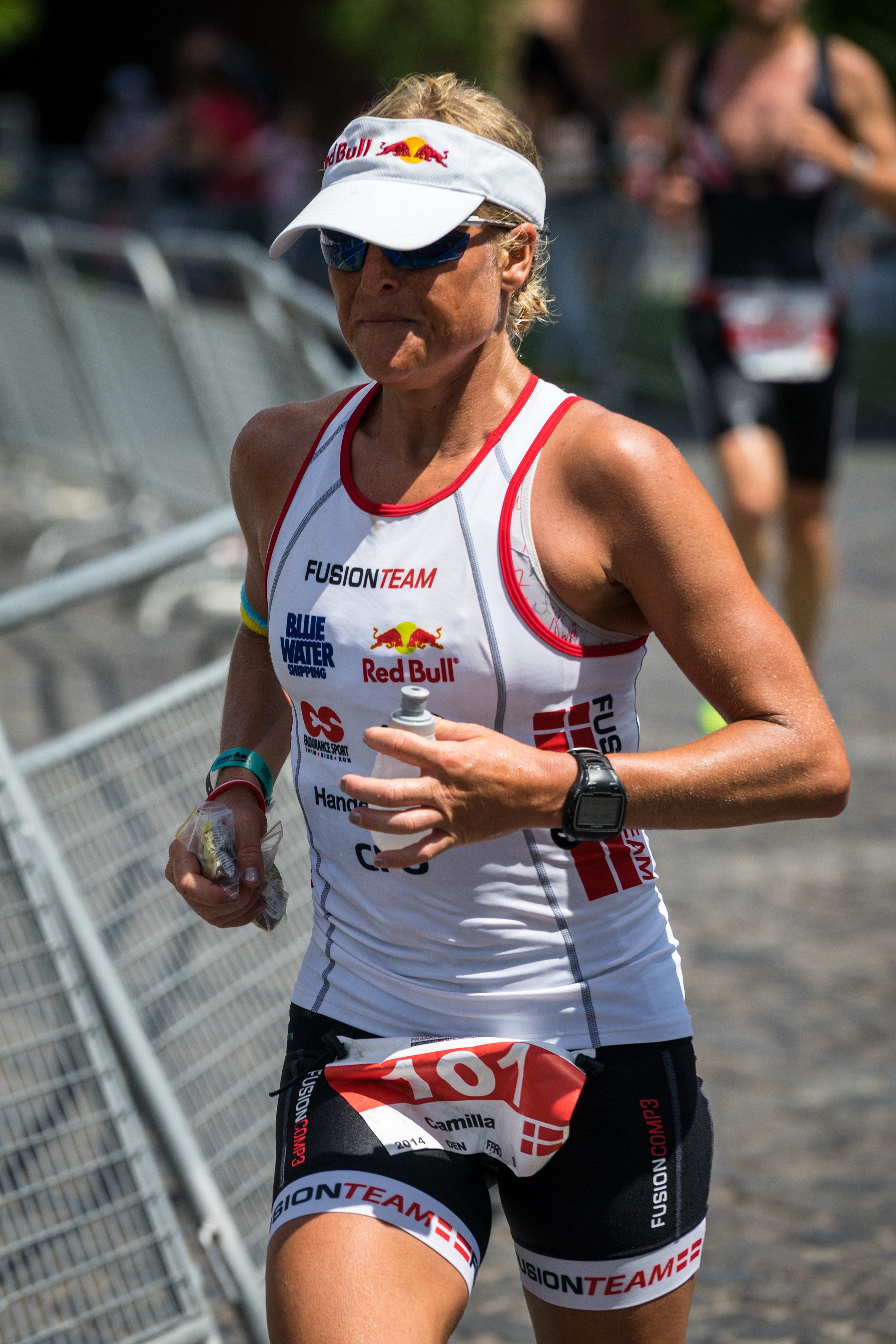

Змагання на олімпійській і середній дистанціях:
| Дата       | Місце | Назва турніру                  | Місто            | Час      | Примітки                                         |
| ---------- | ----- | ------------------------------ | ---------------- | -------- | ------------------------------------------------ |
| 24-06-2011 | 23    | Чемпіонат Європи               | Понтеведра       | 02:09:13 |                                                  |
| 27-05-2012 | 1     | Half Challenge Barcelona       | Барселона        |          |                                                  |
| 10-06-2012 | 4     | Ironman 70.3 Kraichgau         | Крайхгау         | 04:24:22 | чемпіонат Європи                                 |
| 03-02-2013 | 2     | Ironman 70.3 Panama            | Панама-Сіті      | 04:25:11 |                                                  |
| 17-03-2013 | 3     | Ironman 70.3 San Juan          | Сан-Хуан         | 04:22:18 |                                                  |
| 19-05-2013 | 1     | Ironman 70.3 Barcelona         | Барселона        | 04:35:34 | чемпіонат Європи                                 |
| 23-06-2013 | 1     | Challenge Aarhus               | Данія Орхус      |          |                                                  |
| 26-04-2014 | 1     | Challenge Fuerteventura        | Фуертевентура    | 04:30:13 |                                                  |
| 18-05-2014 | 1     | Ironman 70.3 Barcelona         | Барселона        | 04:36:16 |                                                  |
| 01-06-2014 | 1     | Ironman 70.3 Italy             | Пескара          | 04:19:04 |                                                  |
| 22-06-2014 | 1     | Ironman 70.3 Aarhus            | Орхус            | 04:26:05 |                                                  |
| 10-08-2014 | 4     | Ironman 70.3 Germany           | Вісбаден         | 04:36:57 |                                                  |
| 06-09-2014 | 1     | Triathlon de Gérardmer         | Gérardmer        | 04:57:36 |                                                  |
| 07-09-2014 | 1     | Triathlon de Gérardmer         | Gérardmer        | 02:23:50 |                                                  |
| 06-12-2014 | 9     | Challenge Bahrain              | Бахрейн          | 04:06:29 |                                                  |
| 03-05-2015 | 3     | Ironman 70.3 Pays d'Aix France | Екс-ан-Прованс   | 04:36:37 |                                                  |
| 17-05-2015 | 1     | Ironman 70.3 Barcelona         | Барселона        | 04:33:34 |                                                  |
| 07-06-2015 | 1     | Ironman 70.3 Kraichgau         | Крайхгау         | 04:24:56 |                                                  |
| 09-08-2015 | 1     | Ironman 70.3 Germany           | Вісбаден         | 04:14:28 |                                                  |
| 20-03-2016 | 2     | Ironman 70.3 Monterrey         | Монтеррей        | 04:12:05 |                                                  |
| 03-07-2016 | 2     | Ironman 70.3 Norway            | Гаугесунн        | 04:15:35 |                                                  |
| 06-08-2016 | 1     | Challenge Fredericia           | Данія Фредерісія | 04:13:11 |                                                  |
| 23-04-2017 | 1     | Chia Sardinia 70.3 Triathlon   | Сардинія         | 04:23:30 |                                                  |
| 10-06-2017 | 1     | Ironman 70.3 Barcelona         | Барселона        | 04:15:01 | чемпіонат Європи                                 |
| 18-06-2017 | 4     | Ironman 70.3 Elsinore          | Гельсінгер       | 04:11:24 | чемпіонат Європи                                 |
| 09-07-2017 | 2     | Ironman 70.3 Jönköping         | Єнчепінг         | 04:24:03 |                                                  |
| 01-09-2018 | 1     | Triathlon de Gérardmer         | Жерарме          | 04:55:28 |                                                  |
| 21-04-2019 | 1     | Cannes International Triathlon | Канни            | 04:56:23 |                                                  |
| 28-07-2019 | 1     | Trumer Triathlon               | Обертрум-ам-Зее  | 04:00:16 | плавання 1,9 км, велосипед 88,5 км, біг 21,1 км. |

Змагання на довгих дистанціях:
| Дата       | Місце | Назва турніру                      | Місто         | Час      | Примітки                                         |
| ---------- | ----- | ---------------------------------- | ------------- | -------- | ------------------------------------------------ |
| 21-08-2011 | 1     | Чемпіонат Європи (довга дистанція) | Тампере       | 06:10:25 | плавання 4 км, велосипед 120 км, біг 30 км.      |
| 29-07-2012 | 2     | Чемпіонат світу (довга дистанція)  | Віторія       | 06:09:23 |                                                  |
| 01-06-2013 | 2     | Чемпіонат світу (довга дистанція)  | Бельфор       | 04:44:14 | дуатлон: біг 9,5 км, велосипед 87 км, біг 20 км. |
| 07-07-2013 | 1     | Ironman Germany                    | Франкфурт     | 08:56:01 | чемпіонат Європи «Ironman»                       |
| 06-07-2014 | DNF   | Ironman Germany                    | Франкфурт     | –        | чемпіонат Європи «Ironman»                       |
| 21-09-2014 | 1     | Чемпіонат світу (довга дистанція)  | Вейхай        | 05:43:31 |                                                  |
| 29-03-2015 | 4     | Ironman South Africa               | Порт-Елізабет | 09:35:25 |                                                  |
| 27-06-2015 | 2     | Чемпіонат світу (довга дистанція)  | Мутала        | 05:31:48 |                                                  |
| 10-10-2015 | 8     | Ironman Hawaii                     | Гаваї         | 09:25:41 | чемпіонат світу                                  |
| 29-11-2015 | 3     | Ironman Mexico                     | Косумель      | 09:14:08 |                                                  |
| 27-11-2016 | 3     | Ironman Mexico                     | Косумель      | 09:14:11 |                                                  |
| 14-07-2018 | 4     | Чемпіонат світу (довга дистанція)  | Фюн           | 05:59:21 |                                                  |
| 09-09-2018 | 2     | Ironman Wales                      | Тенбі         | 10:05:41 |                                                  |
| 04-05-2019 | DNF   | Чемпіонат світу (довга дистанція)  | Понтеведра    | –        |                                                  |
| 18-08-2019 | 2     | Ironman Copenhagen                 | Копенгаген    | 08:49:23 | переможниця Анне Гауг                            |